# کشتی مارسالا
کشتی مارسالا (به انگلیسی: Marsala Ship) یک کشتی است که طول آن about 115 feet (35 meters) می‌باشد.